# Simon (ciruela)
Simon es una variedad cultivar de ciruelo (Prunus simonii), oriunda de China, con poco valor como ciruela de postre fresco en mesa, sin embargo se ha hibridado en numerosas ocasiones con las denominadas ciruelas japonesas Prunus salicina (aunque las ciruelas japonesas en realidad tienen también sus ancestros originarios en China, fueron llevadas a los EE. UU., ejemplares de varietales desarrollados en Japón, en el siglo XIX). Una variedad que crio y desarrolló a finales del siglo XIX en Rochester (Nueva York). Está incluida dentro del grupo de la especie Prunus simonii. 'Simon' tiene fruto de tamaño pequeño, de forma ovoide, es más plana que la mayoría de las ciruelas y se parece a un tomate, fruto particularmente aromático, con piel en tonos oscuros de rojo, tienen una pulpa de color rojo brillante, muy jugosa, de textura gruesa y fibrosa, tierna, algo fundente cuando está completamente madura, y sabor no agradable al paladar, algo ácida en el centro, vivaz. Tolera las zonas de rusticidad según el departamento USDA, de nivel 5 a 9.

## Sinonimia
- "Apricot Plum",
- "Plum Simon",
- "Prune Eugene Simon",
- "Prunier de Simon",
- "Prunus simoni",
- "Prunus Simonii",
- "Simon",
- "Simon's Chinese Apricot Plum",
- "Simon's Peach",
- "Simon's Plum".[1]

## Historia
La ciruela Prunus simonii fue obtenida en China por Eugene Simon, cónsul francés, quien la envió al Museo de Historia Natural de París en 1867. Posteriormente, se difundió a través de los viveros de los hermanos Simon en Plantières-Les-Metz. Se desconoce la fecha de su introducción en Estados Unidos, aunque los viveros de la costa este la ofrecieron a la venta ya en 1881. "Ellwanger y Barry", de Rochester (Nueva York), adquirieron sus existencias de Francia unos años antes de la fecha indicada, pero no se puede determinar si fueron los únicos importadores. En 1899, la "Sociedad Americana de Pomología" añadió 'Simon' a su catálogo. 
El ciruelo 'Simon', una variedad hortícola, pertenece a la especie Prunus simonii que fue descrita por primera vez por Elie-Abel Carrière en 1872 y es originario de la provincia de Hebei, China.
La especie no se conoce en un estado verdaderamente silvestre.
La ciruela 'Simon' ha sido descrita por : 1. Rev. Hort. in. 1872. 2. Horticulturist 27:196. 1872. 3. Ia. Hort. Soc. Rpt. 374., 378. 1881. 4. Ibid. 321. 1884. 5. Rural N. Y. 45:689 fig. 389. 1886. 6. Ibid. 46:766. 1887. 7. Ga. Hort. Soc. Rpt. 53, 99. 1889. 8. Mathieu Nom. Pom. 444. 1889. 9. Cal. State Bd. Hort. Rpt. 236, Pl. II figs. 1 and 2, 238. 1890. 10. Rev. Hort. 152 fig. 40. 1891. 11. Penin. Hort. Soc. Rpt. 68. 1891. 12. Cornell Sta. Bul. 51:55. 1893. 13. Mich. Sta. Bul. 103:35. 1894. 14. Guide Prat. 164, 362. 1895. 15. Neb. State Hort. Soc. Rpt. 175. 1895. 16. Kan. Sta. Bul. 73:192. 1897.  17. Vt. Sta. Bul. 67:29. 1898. 18. Am. Pom. Soc. Cat. 41. 1899. 19. Waugh Plum Cult. 14, 38, 234. 1901.
El fitomejorador Luther Burbank dedicó mucho trabajo a la hibridación de esta especie con la ciruela japonesa (Prunus salicina) y desarrolló una serie de cultivares a partir del híbrido.
De estos, el cultivar 'Climax' fue particularmente notable por su importancia para la industria de la comerciliación de frutas de California. Otros cultivares de ciruela influyentes que Burbank desarrolló con ascendencia de P. simonii incluyen 'All Fruit', 'Maynard', 'Chalco', 'Santa Rosa', y 'Formosa'.
Esas dos especies y la especie europea Prunus cerasifera han contribuido con la mayor parte de la constitución genética de los cultivares modernos de ciruelas de tipo japonés, con contribuciones menores de tres especies nativas americanas P. americana, P. angustifolia, y P. munsoniana. Burbank realizaba investigaciones en su jardín personal y era considerado un artista del fitomejoramiento, que intentaba muchos cruces diferentes mientras registraba poca información sobre cada experimento.

## Características
'Simon' hace un árbol pequeño, de vigor medio, erguido, denso, resistente excepto en lugares expuestos, improductivo; ramas robustas, largas, ásperas, densamente cubiertas de pequeñas lenticelas; ramillas delgadas, largas, con entrenudos de longitud media, rojizas, glabras; yemas de las hojas de tamaño intermedio, cortas, obtusas, libres; hojas plegadas hacia arriba, obovadas u oblanceoladas, parecidas a un melocotón; flores que aparecen muy temprano, semirresistentes, pequeñas, de color blanco rosado; nacen solas o en pares, a menudo defectuosas en polen; el árbol, donde prospera, es una atractiva planta ornamental sobre todo por el color rojo de sus frutos, la variedad parece resistente dondequiera que se cultive el melocotonero y prospera en los mismos tipos de suelos: arenas, gravas y margas ligeras. El árbol es susceptible a enfermedades, y a menos que se riegue adecuadamente, puede tener una vida corta.
'Simon' tiene una talla de fruto de pequeño, de forma ovoide, es más plana que la mayoría de las ciruelas y se parece a un tomate, fruto particularmente aromático, mucho más que Prunus salicina, con un nivel comparativamente alto de acetato de hexilo, que le da a las ciruelas su aroma, ápice  redondeado, cavidad profunda, ensanchada, con anillos concéntricos rojizos, sutura distinta; epidermis tiene una piel de grosor medio, tierna, amarga, que se separa fácilmente, de color en tonos oscuros de rojo, con una espesa pero delicada pruina, puntos numerosos, pequeños, rojizos o amarillos, conspicuos a menos que estén oscurecidos por la pruina; pedúnculo grueso, de longitud mediano, adherido a la fruta;pulpa de color rojo brillante, muy jugosa, de textura gruesa y fibrosa, tierna, algo fundente cuando está completamente madura, y sabor no agradable al paladar, aunque algo ácida en el centro, vivaz.
Hueso está adherido, que al igual que un albaricoque, la pulpa de la fruta se adhiere firmemente al hueso, que es redondeado, aplanado a bastante turgente, truncado en la base, estrechándose abruptamente hasta un punto corto en el ápice, con superficies rugosas características; sutura ventral estrecha, aguda o con un ala distintiva; sutura dorsal muy roma o aguda, no estriada.
Su tiempo de recogida de cosecha madura temprano a finales de julio.

## Usos
Las ciruelas 'Simon' al ser una fruta desagradable para la mayoría de las personas, y por lo tanto, de poco valor como producto comestible, sin embargo tienen aplicaciones en postres de cocina como tartas, pasteles, y mermeladas.
La variedad solo se recomienda a los cultivadores de ciruelos para posibles cruces con otras variedades en los que se quieran mejorar ciertas características, y a quienes lo deseen como planta ornamental o como curiosidad.
Algunos de los cruces de los cuales esta variedad es uno de los progenitores son bien conocidos y apreciados en pomología, y el ciruelo 'Simon' sin duda tiene valor para la obtención de nuevas variedades de ciruelos en el futuro.